# Fahrenholzia hertigi
Fahrenholzia hertigi är en insektsart som beskrevs av Johnson 1962. Fahrenholzia hertigi ingår i släktet Fahrenholzia och familjen ledlöss. Inga underarter finns listade i Catalogue of Life.